# Pantherodes leonaria
Pantherodes leonaria là một loài bướm đêm trong họ Geometridae.